# Nicole Herschmann
Nicole Herschmann, née le 27 octobre 1975 à Rudolstadt, est une bobeuse allemande notamment médaillée de bronze olympique en 2002.

## Biographie
Avec sa coéquipière Susi Erdmann, Nicole Herschmann remporte la médaille de bronze de bob à deux lors des Jeux olympiques de 2002 organisés à Salt Lake City aux États-Unis. Elle obtient une cinquième place aux Jeux olympiques de 2006 à Turin en Italie. En 2008, elle est médaillée de bronze aux championnats du monde, aussi en bob à deux.

## Palmarès

### Jeux Olympiques
- : médaillée de bronze en bob à 2 aux JO 2002.

### Championnats monde
- : médaillée de bronze en bob à 2 aux championnats monde de 2008.